# Le Temps restitué

Le Temps restitué est une œuvre pour soprano, chœur et orchestre composée par Jean Barraqué entre 1957 et 1968.

## Histoire
Le philosophe Michel Foucault, alors amant et compagnon de Jean Barraqué, lui fait découvrir un roman de Hermann Broch, La Mort de Virgile (Der Tod des Vergil), traduit par Albert Kohn. Barraqué souhaite composer un groupe d'œuvres musicales inspirées par ce roman. Dès octobre 1957, il écrit une première version de la partition du Temps restitué. Il le retravaille en 1968.
Le Temps restitué est créé au Festival international d'art contemporain de Royan le 4 avril 1968, par les solistes des chœurs de l'ORTF et les Percussions de Strasbourg dirigés par Gilbert Amy. L'œuvre est reprise le 25 avril 1966 par la soprano Helga Pilarczyk et l'ensemble du Domaine musical.

## Analyse
Le titre de l'œuvre provient d'un passage de La Mort de Virgile de Broch : 

« […] le temps restitué, réveillé, supérieur au destin, abolissant le hasard, loi immuable du temps soustraite à l'écoulement, instant perpétuel dans lequel il se sentait maintenu. »

Les textes mis en musique sont tirés de la deuxième partie du roman, intitulée « Le feu – la descente ». Il s'agit de passages en vers libres au sein de la prose qui constitue l'essentiel du roman. Ils forment une réflexion sur le temps, l'instant pur et l'unité de l'existence, et la nécessité de dépasser la terreur pour accéder à l'existence. 

## Effectif
1. soliste : soprano solo
2. chœur mixte (3 sopranos, 3 contralto, 3 ténor, 3 basse)
3. Deux flûtes (aussi 1 flûte piccolo), hautbois, cor anglais, clarinette en mib, clarinette, clarinette basse, basson, xylorimba, vibraphone, glockenspiel, célesta, clavecin, harpe, guitare, 4 percussionnistes, 4 violons, 2 altos, 2 violoncelles, contrebasse.

## Mouvements
1. La loi et le temps
2. Symbole de nuit
3. Portail de la terreur
4. …L'inachèvement sans cesse
5. Car ce n'est que par l'erreur

## Discographie
- Anne Bartelloni (mezzo-soprano), le Groupe vocal de France et l'Ensemble 2e2m dirigé par Paul Mefano, (1987, Harmonia mundi)
- Rosemary Hardy (mezzo-soprano), Vokalensemble NOVA Wien dirigé par Colin Mason et le Klangforum Wien dirigé par Sylvain Cambreling (1998, CPO)